# Cerebratulus brunneus
Cerebratulus brunneus är en djurart som tillhör fylumet slemmaskar, och som beskrevs av Punnett 1900. Cerebratulus brunneus ingår i släktet fläsknemertiner, och familjen Cerebratulidae. Inga underarter finns listade i Catalogue of Life.